# رشته‌کوه موما
رشته‌کوه موما (روسی: Момский хребет) یک رشته‌کوه در استان یاقوتستان کشور روسیه است.